# Grão Mogol (tiểu vùng)
Grão Mogol là một tiểu vùng thuộc bang Minas Gerais, Brasil. Tiều vùng này có diện tích 9076 km², dân số năm 2007 là 40466 người.